# S/2003 J 24
S/2003 J 24 (désigné temporairement EJc0061) est un satellite naturel de Jupiter, découvert par Scott S. Sheppard et al. en 2003. Il est indépendamment découvert par l'astronome amateur Kai Ly, qui le rapporte le 30 juin 2021,. L'objet et officiellement annoncé le 15 novembre 2021 par le Centre des planètes mineures.
Ly avait précédemment retrouvé quatre lunes « perdues » de Jupiter en 2020 : S/2003 J 23, S/2003 J 12, S/2003 J 4 et S/2003 J 2.
S/2003 J 24 orbite Jupiter à une distance moyenne de 23 088 000 km (0,154 33 ua) en 715,4 jours et avec une inclinaison orbitale de 162° par rapport à l'écliptique. La direction de son orbite est rétrograde et son excentricité est de 0,25.
Il appartient au groupe de Carmé, composé de lunes rétrogrades irrégulières en orbite autour de Jupiter à une distance comprise entre 23 et 24 Gm et à une inclinaison d'environ 165°.